# Georg Meier
Georg Meier, född 9 november 1910 i Mühldorf am Inn, död 19 februari 1999, var en tysk motorcykelförare.
Meier var under slutet av 1930-talet en av Europas främsta i klass C, i vilken klass han vann europamästerskapet 1938 och blev tvåa 1939. Han vann som förste utlänning Englands Senior TT 1939. Bland hans övriga segrar, samtliga på BMW och i klass C, märks Europas GP 1938 och 1939, Hollands TT 1938 och 1939 samt Belgiens och Italiens GP 1938. Meier, som 1938 och 1939 blev tysk mästare i klass C, var medlem av de tyska BMW-lag i Internationella sexdagarstävlingen, som 1937 blev tvåa i tävlingen om Internationella Trofén och 1938 erövrade Silvervasen. Som bilförare blev han på Auto Union tvåa i Frankrikes GP 1939.